# Goodenough (île)
Pour les articles homonymes, voir Goodenough.
Goodenough est une île de la province de Baie Milne en Papouasie-Nouvelle-Guinée.

## Géographie

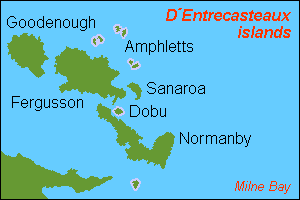
Carte des îles d'Entrecasteaux dont l'île Goodenough.

Elle se trouve à l'est-nord-est  de la péninsule orientale de la Nouvelle-Guinée, dans la mer des Salomon. C'est l'une des îles d'Entrecasteaux, à proximité des îles Trobriand.
L'île est de forme vaguement circulaire, mesurant 39 sur 26 kilomètres avec une superficie de 687 kilomètres carrés et a 116 kilomètres de côtes. À partir d'une ceinture côtière dont la largeur varie de 2 à 10 kilomètres de largeur, l'île se lève brusquement vers le sommet volcanique du mont Vineuo (en), à 2 536 mètres d'altitude, ce qui en fait l'une des îles les plus escarpées dans le monde.

## Histoire
L'île a été visitée en 1873 par le capitaine John Moresby, commandant le HMS Basilisk, qui lui a donné le nom du commodore James Graham Goodenough.

### Seconde Guerre mondiale
Un convoi d'environ 350 marins japonais de la 5e force spéciale de débarquement, dirigé par le commandant Tsukioka et à destination de Taupota pour participer à la bataille de la baie de Milne dans le Territoire de Nouvelle-Guinée (alors sous mandat conjoint britannique et australien mais administré de facto par l'Australie), s'est échoué sur l'île de Goodenough, le 25 août 1942. Alors que les marins étaient sur l'île, leurs barges ont été détruites par des Curtiss P-40 de la 75e escadre de la Force aérienne royale australienne le même jour.
L'île fut plus tard le théâtre de la bataille de Goodenough du 22 au 27 octobre 1942. Elle devint par la suite une base militaire alliée.

## Zone protégée
La zone protégée de Oi Mada Wara Wildlife Management dans le centre de l'île couvre 22 840 hectares. Elle a une fonction de protection d'espèces endémiques menacées ou vulnérables. Le wallaby forestier de l'île de Goodenough ou Dorcopsis noir, endémique sur cet îlot du Pacifique, est en danger et nécessite une gestion prudente. Une autre espèce, le wallaby agile (Macropus agilis) était abondante sur l'île mais y a disparu aujourd'hui.

## Langues
À Goodenough, on parle diodio et bwaidoga, deux langues de la pointe papoue qui sont océaniennes.